# Ângelo Maria Ranuzzi
Ângelo Maria Ranuzzi (Bolonha, 19 de maio de 1626 - Fano, 27 de setembro de 1689) foi um cardeal do século XVII

## Biografia
Nasceu em Bolonha em 19 de maio de 1626. De família patrícia e senatorial. Segundo dos três filhos do senador Conde Marcantonio Ranuzzi e Orintia Albergati. As outras crianças eram Anna Maria e Annibale. Tio bisavô do cardeal Vincenzo Ranuzzi (1785).
Estudou na Universidade de Pádua, onde obteve o doutorado in utroque iure , tanto em direito canônico quanto em direito civil. Fez uma viagem pela Europa para aprender as idiossincrasias e costumes de seus países.
Professor de direito canônico em Fano. Foi para Roma e tornou-se prelado papal. Referendário dos tribunais da Assinatura Apostólica da Justiça e da Graça. Governador das cidades de Rimini, 1661; Rieti; Camerino; e Ancona. O papa Alexandre VII o nomeou vice-legado em Urbino e comissário geral do exército papal. Inquisidor em Malta, 1667.
Eleito arcebispo titular de Damiata, com dispensa por ainda não ter recebido nenhuma das ordens sagradas, em 30 de abril de 1668. Consagrado, em 24 de junho de 1668, Roma, pelo cardeal Cesare Facchinetti, coadjuvado por Giacomo Altoviti, patriarca latino titular de Antioquia, e por Stefano Brancaccio, arcebispo titular de Adrianopoli. Assistente do Trono Pontifício, 26 de junho de 1668. Núncio em Savoia, 30 de junho de 1668. Núncio na Polônia, 13 de maio de 1671. Governador da Marca Anconitana , 20 de novembro de 1675. Transferido para a sede de Fano, com título pessoal de arcebispo, 18 de abril de 1678. Enviado a Paris em 1683 para evitar o rompimento da amizade entre a França e a Áustria com o objetivo de construir uma liga forte contra os turcos. Enviado a Paris novamente em 1686 para trazer o abençoado fascepelo infante duque de Borgogna, filho de Luís XIV, rei da França; permaneceu em Paris negociando vários assuntos graves entre a Santa Sé e a França e às vezes foi colocado sob vigilância policial.
Criado cardeal sacerdote no consistório de 2 de setembro de 1686; nunca recebeu o chapéu vermelho e o título. Transferido para a sede metropolitana de Bolonha, 17 de maio de 1688.
Morreu em Fano em 27 de setembro de 1689, na casa dos Padres Filippini em Fano, durante uma viagem para participar do conclave. Exposto e enterrado na catedral de Fano (1) . Ele deixou sua grande biblioteca para seu sobrinho, o conde Ranuzzi.